# Курт Фелт
Курт Фелт (на немски: Kurt Feldt) е германски офицер, който служи по време на Първата и Втората световна война.

## Живот и кариера
Курт Фелт е роден на 22 ноември 1887 г. в Шментау, Германска империя.
Присъединява се към армията и през 1909 г. става офицерски кадет от кавалерията. Участва в Първата световна война и се издига до звание ритмайстер. След края ѝ се присъединява към Райхсвера и преследва кариера в кавалерията. На 1 април 1936 г. е произведен в звание оберст.
В началото на Втората световна война командва 1-ва кавалерийска бригада. На 25 октомври 1939 г. получава командването на 1-ва кавалерийска дивизия, а на 1 декември същата година на 24-та танкова дивизия. На 8 юли 1942 г. е назначен за командир на югозападната част на Франция, пост който заема две години. На 12 септември 1944 г. получава командването на корпус Фелт, а по-късно, на 5 февруари 1945 г., е прикрепен към главнокомандуващия войските в Дания, където ръководи корпус Южен Ютланд. Пленен е на 8 май 1945 г. и е освободен през 1947 г.
Умира на 11 март 1970 г. в Берлин, Германия.

## Дати на произвеждане в звание
- Оберст – 1 април 1936 г.
- Генерал-майор – 1 февруари 1940 г.
- Генерал-лейтенант – 1 февруари 1942 г.
- Генерал от кавалерията – 1 февруари 1944 г.

## Награди
- Рицарски кръст – 23 август 1941 г.